# Neoenergia
A Neoenergia (B3: 15539, NEOE3) é a holding do grupo espanhol Iberdrola, maior grupo privado do setor elétrico brasileiro em número de clientes, com mais de 15 milhões de unidades consumidoras e mais de 37 milhões de pessoas atendidas por suas distribuidoras Neoenergia Elektro (São Paulo e Mato Grosso do Sul), Neoenergia Coelba (Bahia), Neoenergia Pernambuco (Pernambuco), Neoenergia Cosern (Rio Grande do Norte) e Neoenergia Brasília (Distrito Federal).
Presente em 18 estados brasileiros e no Distrito Federal, seus negócios estão divididos nas áreas de geração, transmissão, distribuição e comercialização. A Neoenergia tem como acionistas o Grupo Iberdrola, a Caixa de Previdência dos Funcionários do Banco do Brasil (PREVI) e o Banco do Brasil Investimentos. 
Na área de geração de energia, entre usinas em implantação ou em operação, tem capacidade instalada de 5 gigawatts (GW). Com forte atuação no segmento de energias renováveis, a Neoenergia possui 44 parques eólicos na Bahia, no Rio Grande do Norte e na Paraíba, e inaugurou, em 2015, a sua segunda usina solar em Fernando de Noronha (PE).
Na área de transmissão de energia, mantém 15 transmissoras, das quais 7 em operação e 8 em construção, que totalizam mais de 6 mil km de linhas espalhadas em 13 estados do Brasil.

## Empresas
São empresas do grupo:

### Distribuição
- Neoenergia Elektro, empresa de distribuição de energia em São Paulo e Mato Grosso do Sul.[7]
- Neoenergia Coelba, empresa de distribuição de energia na Bahia.[7]
- Neoenergia Cosern, empresa de distribuição de energia no Rio Grande do Norte.[7]
- Neoenergia Pernambuco, empresa de distribuição de energia em Pernambuco.[7]
- Neoenergia Brasília, empresa de distribuição de energia em Brasília.[7]

### Transmissão
Entre ativos em operação e em construção, a empresa possui mais de 6 mil km de linhas localizadas em 13 estados do Brasilː
- Afluente Transmissão de Energia Elétrica, empresa operadora das Subestações Tomba, Brumado II e Itagibá e das linhas de transmissão 230 kV Funil-Itagibá-Brumado II, Camaçari II-Polo-Ford, Tomba-Governador Mangabeira e 138 kV Funil-Poções.[8]
- Potiguar Sul Transmissão de Energia S.A., empresa responsável pela implantação, operação e manutenção da linha de transmissão de 500 kV, conectada nas subestações Campina Grande III, na Paraíba, e Ceará-Mirim II, no Rio Grande do Norte.[8]

- Narandiba, empresa que opera três subestações: Narandiba e Brumado II, instaladas na Bahia, e Extremoz II, no Rio Grande do Norte.
- Atibaia, empresa responsável pela subestação Fernão Dias 500/230 kV, que reforça o Sistema Elétrico Nacional na região sudeste do país.
- Biguaçu, empresa localizada em Santa Catarina responsável pela subestação Biguaçu 525 kV.[8]
- Sobral, empresa responsável pela ampliação da subestação 500/230kV (Sobral III) com Compensador Estático de Reativos 500 kV (-150/+250 Mvar), localizados no Ceará.[8]
- Dourados, empresa de transmissão atuando entre os estados de Mato Grosso do Sul e São Paulo responsável pelas substestações Dourados, Dourados 2 (230/138 kV) e Rio Brilhante, e outras três subestações.[8]
- Santa Luzia, empresa responsável pelas linhas de transmissão de 500 kV Santa Luzia II – Campina Grande III e Santa Luzia II – Milagres II e pela subestação Santa Luzia II.[8]

### Geração
Entre ativos em operação ou em construção, a capacidade instalada da Neoenergia é de 5 GW, composta por 7 usinas hidrelétricas, 44 parques eólicos e 2 parques solares. Entre as empresas do grupo sãoː
- Termopernambuco, empresa operadora da Usina Termoelétrica Termopernambuco, no Complexo Industrial e Portuário de Suape, em Ipojuca, Pernambuco.[7]
- Baguari I, integrante do Consórcio UHE Baguari, que opera a Usina Hidrelétrica de Baguari, em Minas Gerais.[7]
- Itapebi Geração de Energia, empresa operadora da Usina Hidrelétrica de Itapebi, na Bahia.[7]
- Energética Águas da Pedra, sociedade de propósito específico responsável pela implantação da Usina Hidrelétrica de Dardanelos, em Mato Grosso.[7]
- Consórcio Empreendedor Corumbá III (CEC III), empresa construtora da Usina Hidrelétrica de Corumbá III, em Luziânia, Goiás.
- Força Eólica do Brasil, empresa responsável pela implantação, operação e manutenção de 26 parques eólicos na Bahia, no Rio Grande do Norte e na Paraíba.[7]
- Companhia Hidrelétrica Teles Pires, consórcio responsável pela operação da Usina Hidrelétrica Teles Pires, na fronteira dos estados do Mato Grosso e Pará.[7]
- Consórcio Norte Energia., consórcio responsável pela implantação da Usina Hidrelétrica Belo Monte, no sudoeste do estado do Pará.[7]
- Consórcio Empreendedor Baixo Iguaçu, responsável pela implantação da Usina Hidrelétrica Baixo Iguaçu, no sudoeste do Paraná.[7]
- Parques Eólicos Arizona I; Caetité I, II e III; Calango I, II, III, IV, V e VI; Mel II; Santana I e II; Canoas; Lagoa I e II; Rio do Fogo e Chafariz.[7]

### Comercialização
- NC Energia, empresa de comercialização de energia elétrica.
- Elektro Comercializadora de Energia Ltda., empresa de comercialização de energia elétrica